# سایلنت هیل اف
سایلنت هیل اف (ژاپنی: サイレントヒル f هپبورن: Sairento Hiru f) یک بازی ویدئویی رو به انتشار در سبک ترس و بقا است که توسط استودیوی مستقر در تایوان نئوباردز انترتینمنت توسعه یافته و به‌وسیلهٔ کونامی منتشر خواهد شد. سایلنت هیل اف به عنوان هشتمین قسمت اصلی در مجموعه بازی‌های سایلنت هیل به‌شمار می‌رود، و همچنین اولین عنوان اصلی در این فرنچایز در بیش از یک دهه خواهد بود. برخلاف نسخه‌های قبلی این سری، داستان بازی در شهر سایلنت هیل روایت نخواهد شد، بلکه در روستایی واقع در ژاپن دهه ۱۹۶۰ (میلادی) همراه با دنیایی زیبا و در عین حال وحشتناک اتفاق می‌افتد. شخصیت اصلی بازی یک دانش‌آموز دبیرستانی به نام هیناکو شیمیزو است و در ابیسوگائوکا که به‌طور ناگهانی در مه فرو رفته مسیریابی می‌کند، معماها را حل کرده و برای زنده ماندن با هیولاهای عجیب و مضحک به مبارزه می‌پردازد. بازی قرار است در تاریخی نامشخص برای پلی‌استیشن ۵، مایکروسافت ویندوز و ایکس‌باکس سری اکس/س منتشر شود.
تیم پشت پرده توسعه بازی شامل: کارگردانی بازی بر عهده آل یانگ، مدیر خلاقیت استودیوی نئوباردز انترتینمنت خواهد بود و نویسندگی بازی نیز بر عهده ریوکیشی۰۷، خالق ناشناس مجموعه رمان‌های تصویری هیگوراشی و اومینکو وقتی که آن‌ها گریه می‌کنند؛ کِرا طراح شخصیت و موجودات بازی؛ تهیه‌کننده بازی موتویی اوکاموتو، که سابقاً بر روی بازی‌های شرکت نینتندو همچون عمارت اوئیجی و وی پلی کار می‌کرد.